# Katedra Świętych Apostołów Piotra i Pawła w Kamieńcu Podolskim
Katedra Świętych Apostołów Piotra i Pawła (ukr. Собор святих Апостолів Петра і Павла) – rzymskokatolicka świątynia w Kamieńcu Podolskim, katedra diecezji kamienieckiej. Mieści się przy placu Katedralnym. Świątynia należy do parafii katedralnej św. Apostołów Piotra i Pawła w Kamieńcu Podolskim.

## Historia
Świątynia została wybudowana w 1. połowie XV wieku, a budowę pierwszego kamiennego kościoła przypisuje się biskupowi Maciejowi ze Starej Łomży lub Pawłowi z Bojańczyc. Kościół ten był trójnawową pseudobazyliką z korpusem początkowo na planie prawie kwadratu.
Za czasów biskupa Jakuba Buczackiego w XVI wieku kościół przebudowano w stylu renesansowym. W latach 1646-1648 świątynia została przebudowana w stylu barokowym i przy tej okazji wydłużono prezbiterium kościoła i wybudowano wolnostojącą dzwonnicę. W 1672, podczas okupacji tureckiej tych ziem kościół przekształcono w meczet. Usunięto wyposażenie i wyrzucono z podziemi trumny pochowanych. Przed kościołem dobudowano zwieńczony półksiężycem minaret ze spiralnymi schodami w środku liczącymi 144 stopnie. Po odzyskaniu przez Rzeczpospolitą Kamieńca 23 września 1699 miał tu miejsce obrzęd oczyszczenia katedry. Po okupacji tureckiej katedrę odnowił biskup Jan Chryzostom Gniński, co upamiętniają dwie tablice z datą 1704. Pozostawienie minaretu wraz z półksiężycem na wieży było warunkiem zastrzeżonym w Pokoju Karłowickim zawartym 26 stycznia 1699 roku. Aby zachować zapisy traktatu, a jednocześnie wyeliminować symbol panowania Osmanów na szczycie umieszczono drewnianą figurę, którą 10 maja 1756 roku, za sprawą biskupa Michała Dembowskiego wymieniono na sprowadzoną z Gdańska miedzianą figurę Matki Boskiej o wysokości 4,5 metra. 1 czerwca 1820 r. w podstawę posągu uderzył piorun, który przeszedł przez wnętrze kolumny do dołu i wywołał w kościele ugaszony wkrótce potem pożar.
W połowie XVIII wieku katedra została przebudowana w stylu późnobarokowym. Ołtarz ufundował Stefan Rupniewski, a Michał Dembowski ufundował nowe stalle, rokokową ambonę, konfesjonały i organy. Z jego inicjatywy zbudowano w 1754 roku nową fasadę katedry oraz dzwonnicę (niedokończoną), co upamiętnia tablica z herbem Jelita ku jego czci umieszczona nad portalem głównym.
8 grudnia 1919 odbył się uroczysty ingres bp. Piotra Mańkowskiego do katedry. 27 kwietnia 1922 Sowieci ograbili skarbiec katedralny. 14 maja 1936 władze radzieckie zamknęły świątynię i urządziły w niej muzeum. Przejściowo była czynna od lata 1941 do 4 czerwca 1945. W latach 1946–1990 w kościele mieściło się muzeum ateizmu. 13 czerwca 1990 został zwrócony wiernym, a 29 czerwca odprawiono pierwszą mszę świętą. Świątynia została odnowiona dzięki wysiłkom jej proboszcza, ks. Romana Twaroga. Kapituła katedralna w Kamieńcu Podolskim nie została wznowiona.

## Krypta
W krypcie katedry zostali pochowani m.in.:
- Jan Dembowski, biskup kamieniecki
- Mikołaj Dembowski, biskup kamieniecki
- Bartłomiej Giżycki, kasztelan wyszogrodzki
- Mikołaj Górski, biskup kamieniecki
- Michał Kuczyński, komendant Kamieńca (i żona Anna z Ellbertów)
- Franciszek Mackiewicz, biskup kamieniecki
- Jan de Witte, komendant twierdzy (i żona Marianna z Lubońskich)
- biskupi odnowionej diecezji po 1991 roku: Jan Olszański, Jan Niemiec

## Galeria

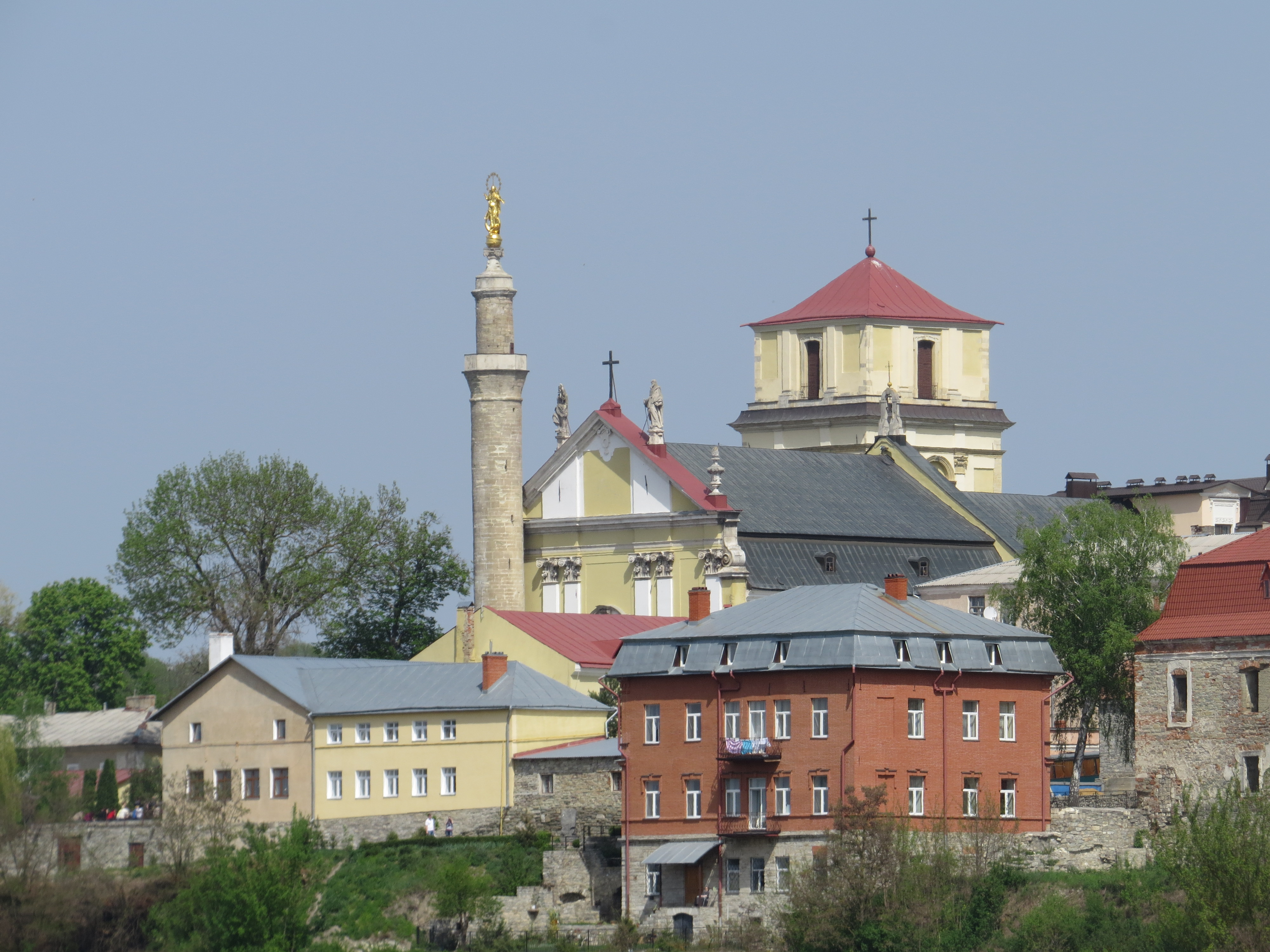
Plan katedry w Kamieńcu
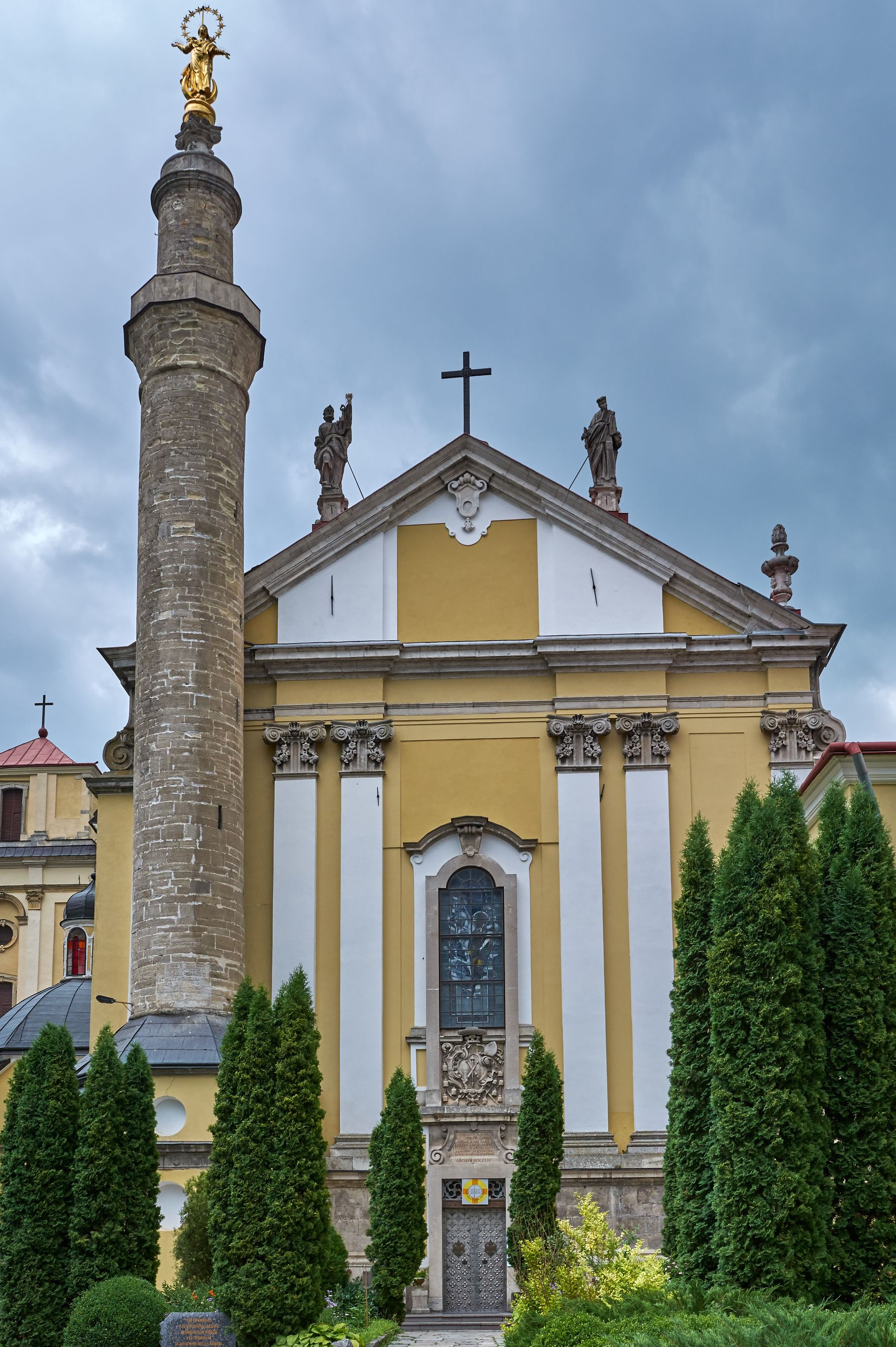
Fasada barokowa z XVIII wieku i minaret z XVII wieku
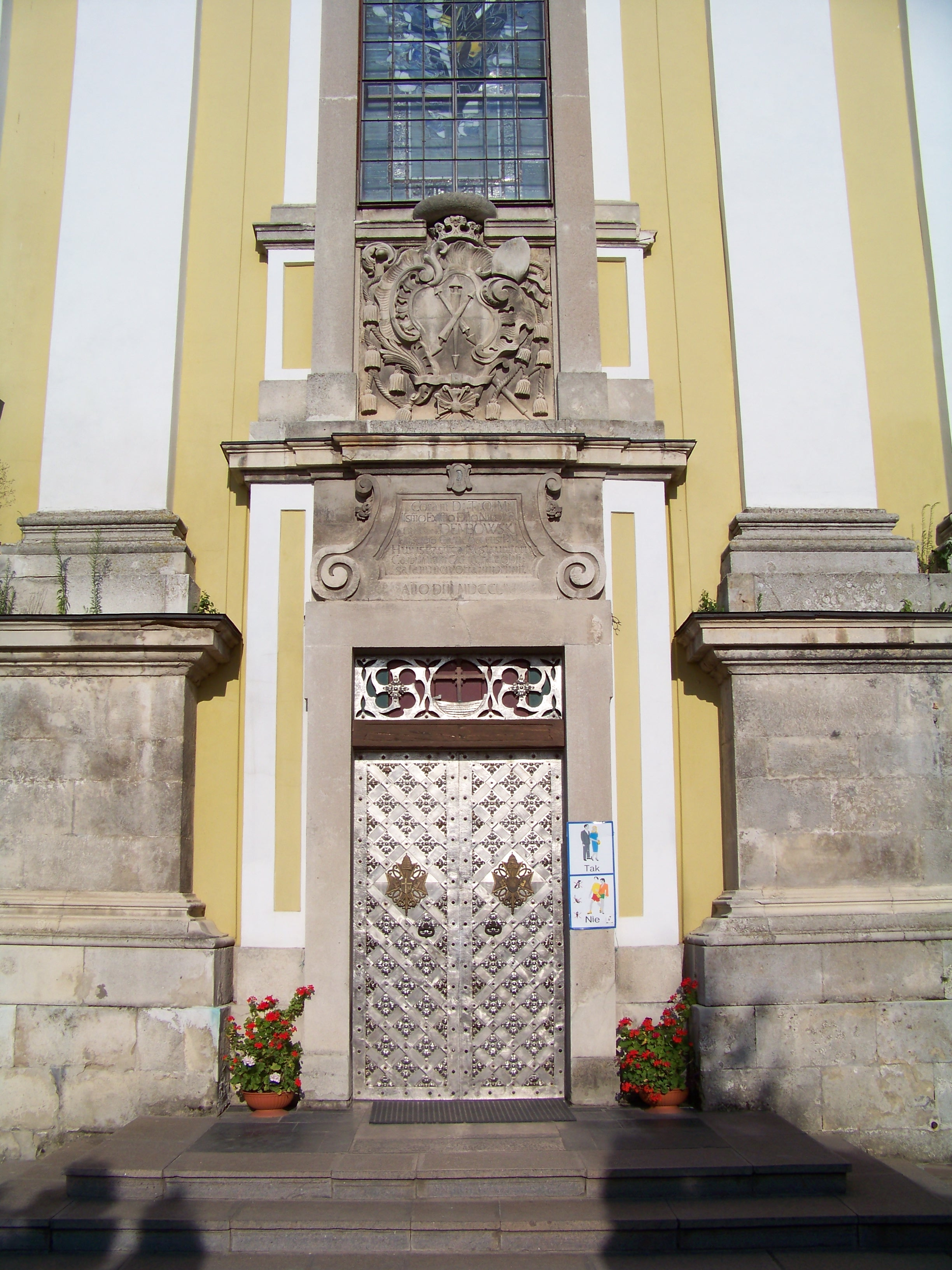
Portal główny z tablicą i herbem Jelita biskupa Dembowskiego
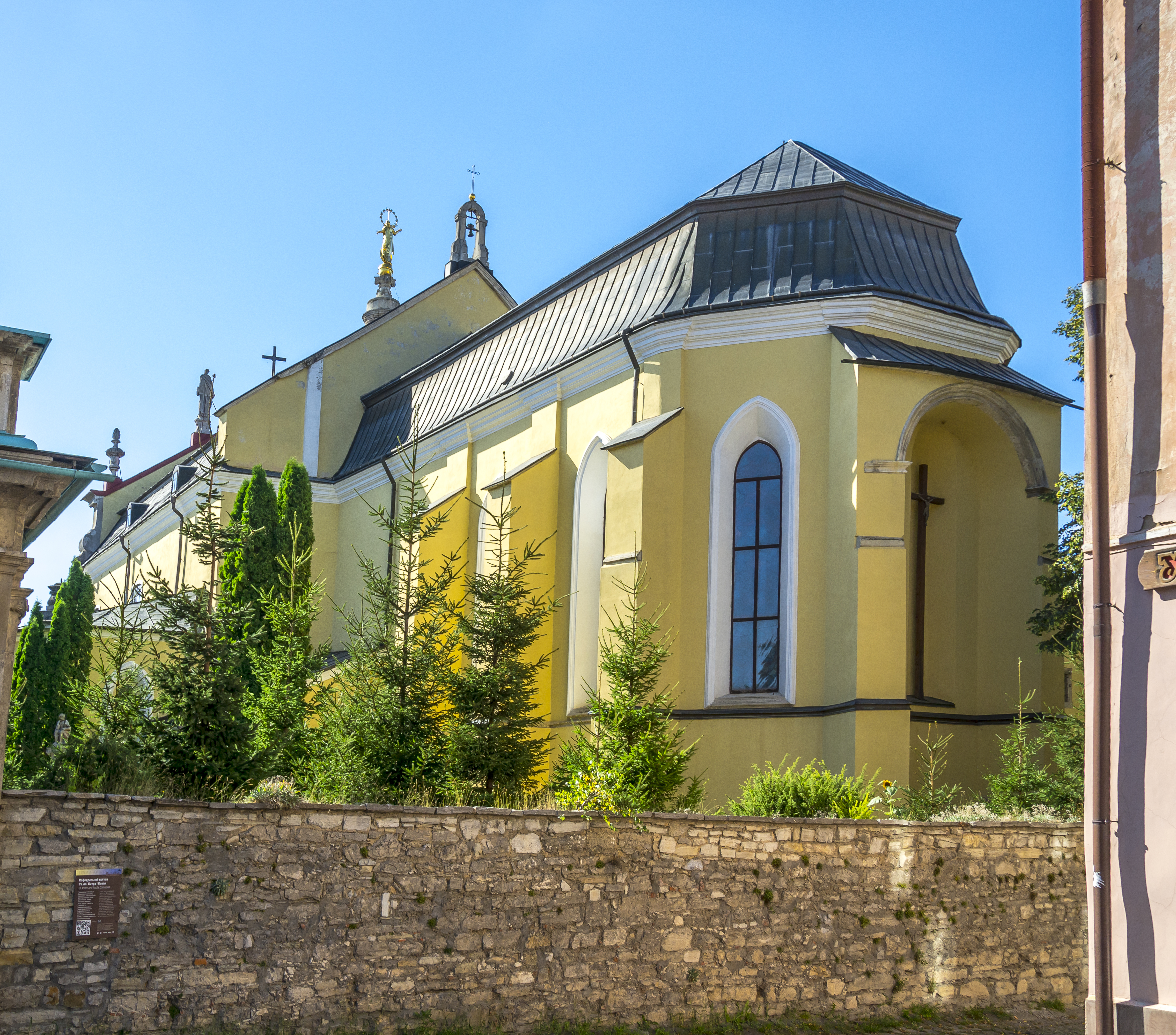
Prezbiterium
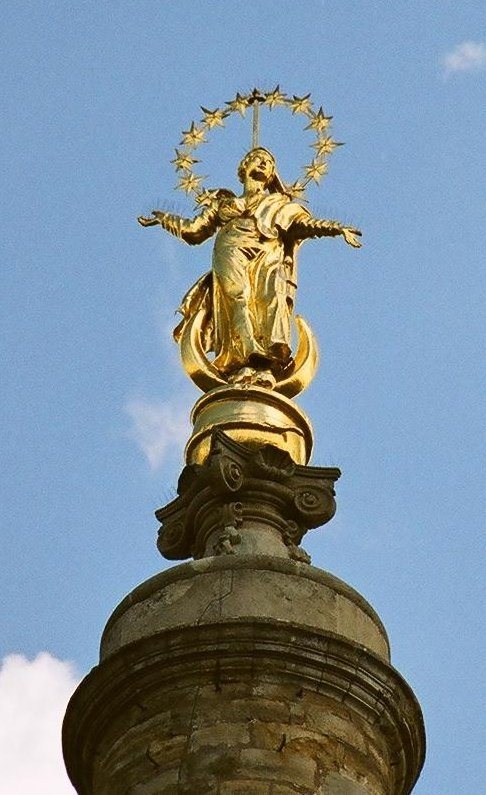
Figura na minarecie
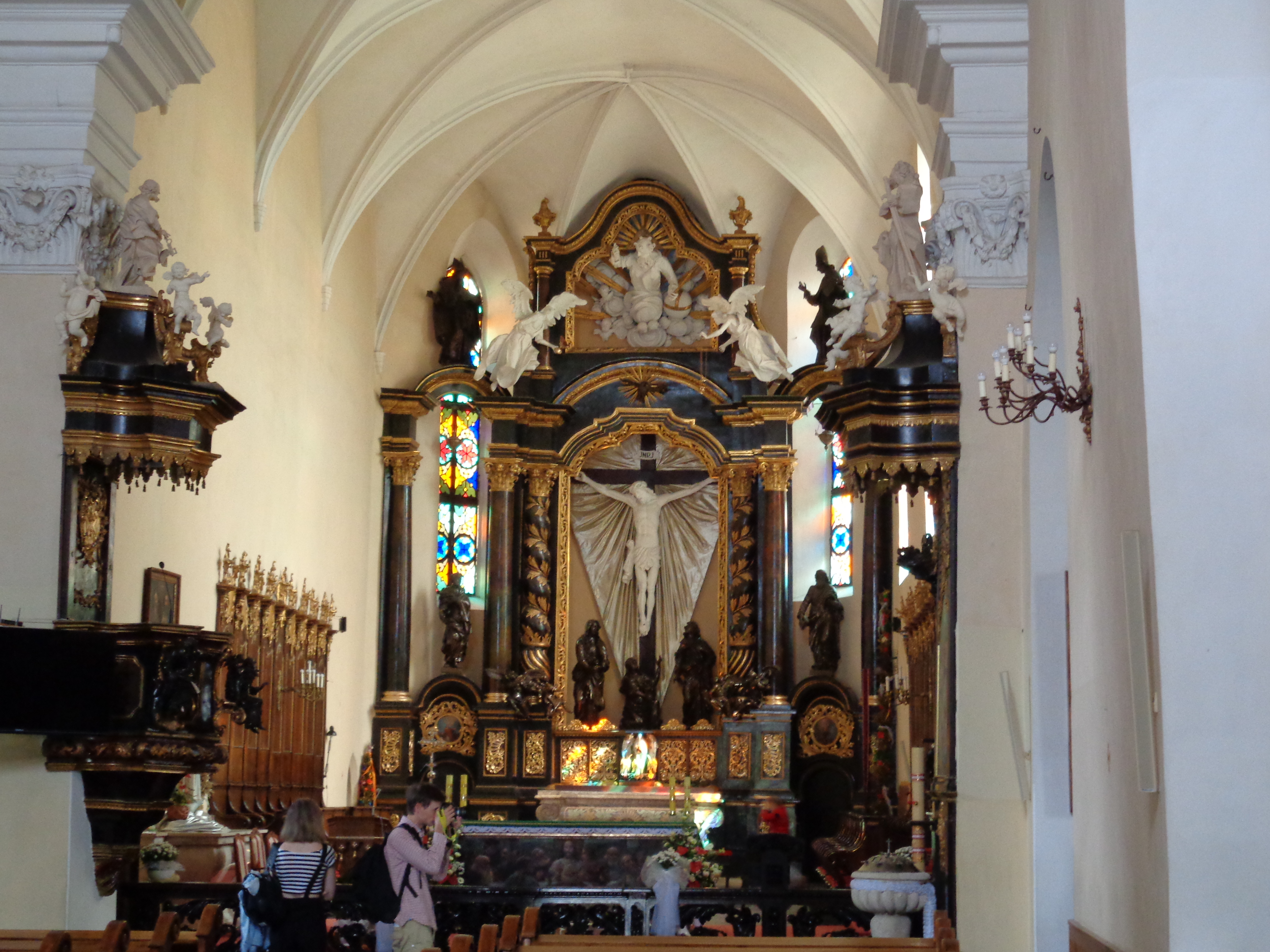
Ołtarz
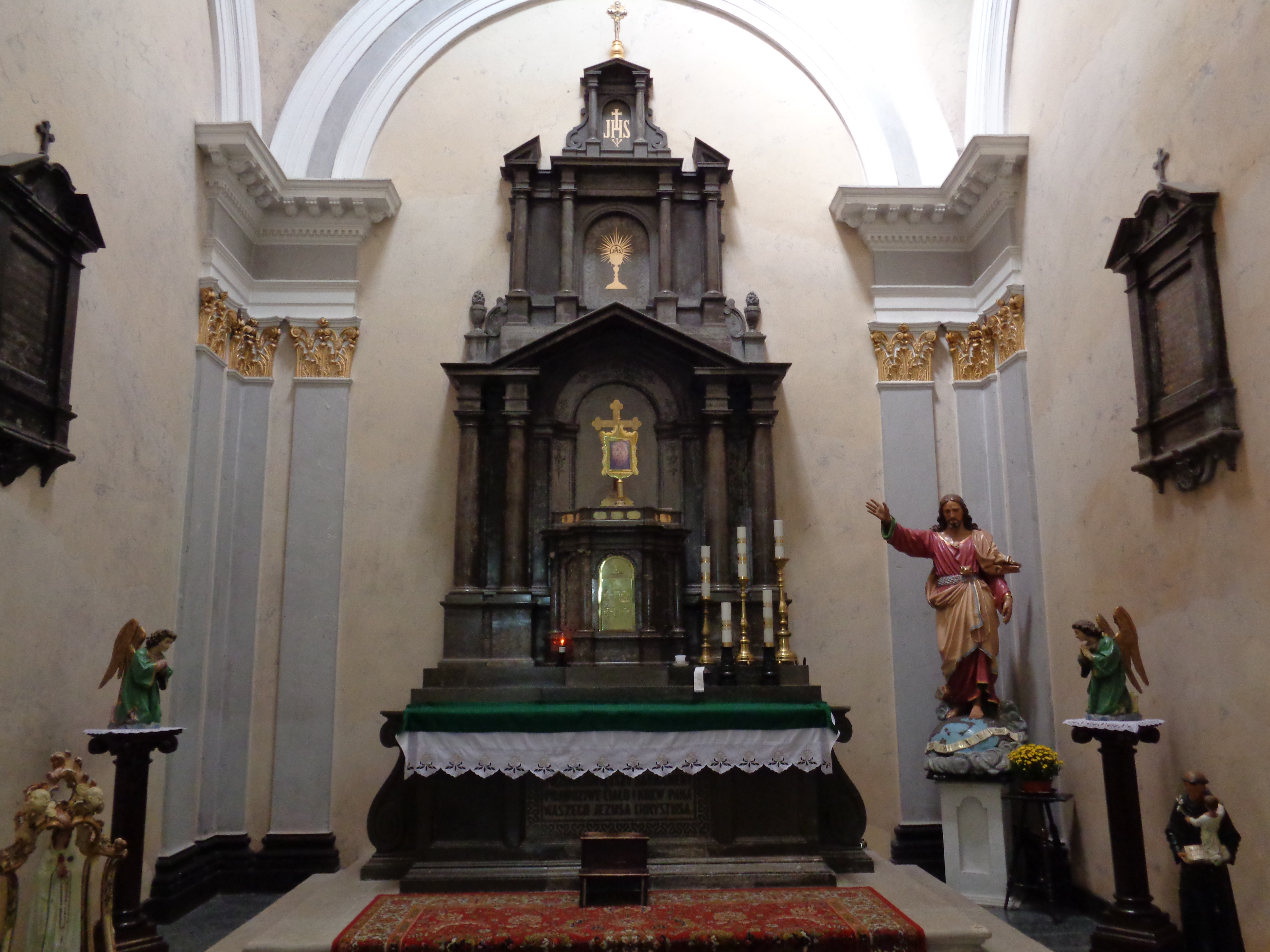
Ołtarz
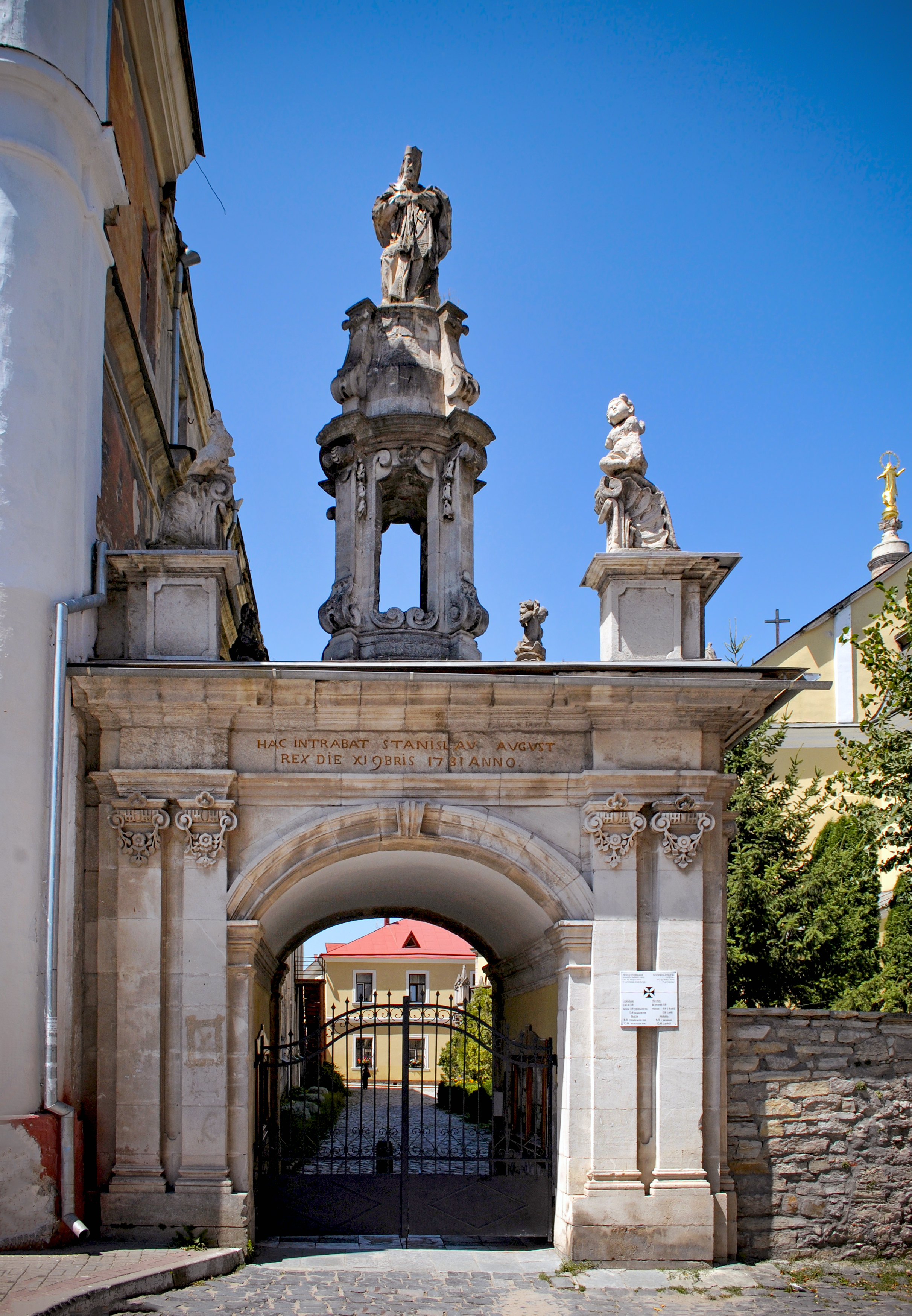
Łuk Triumfalny z XVIII wieku
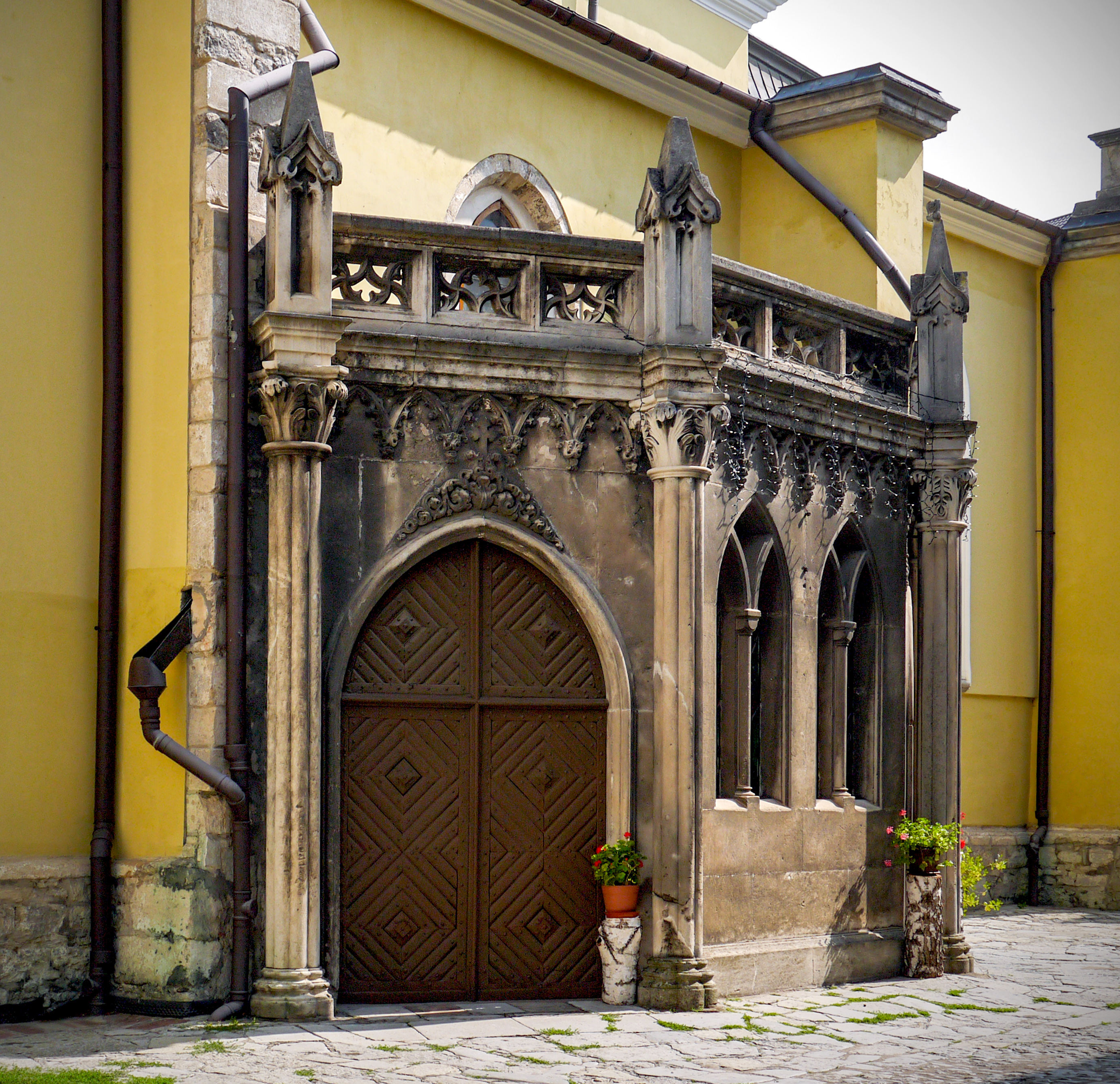
Wejście boczne w stylu neogotyckim (XIX w.)
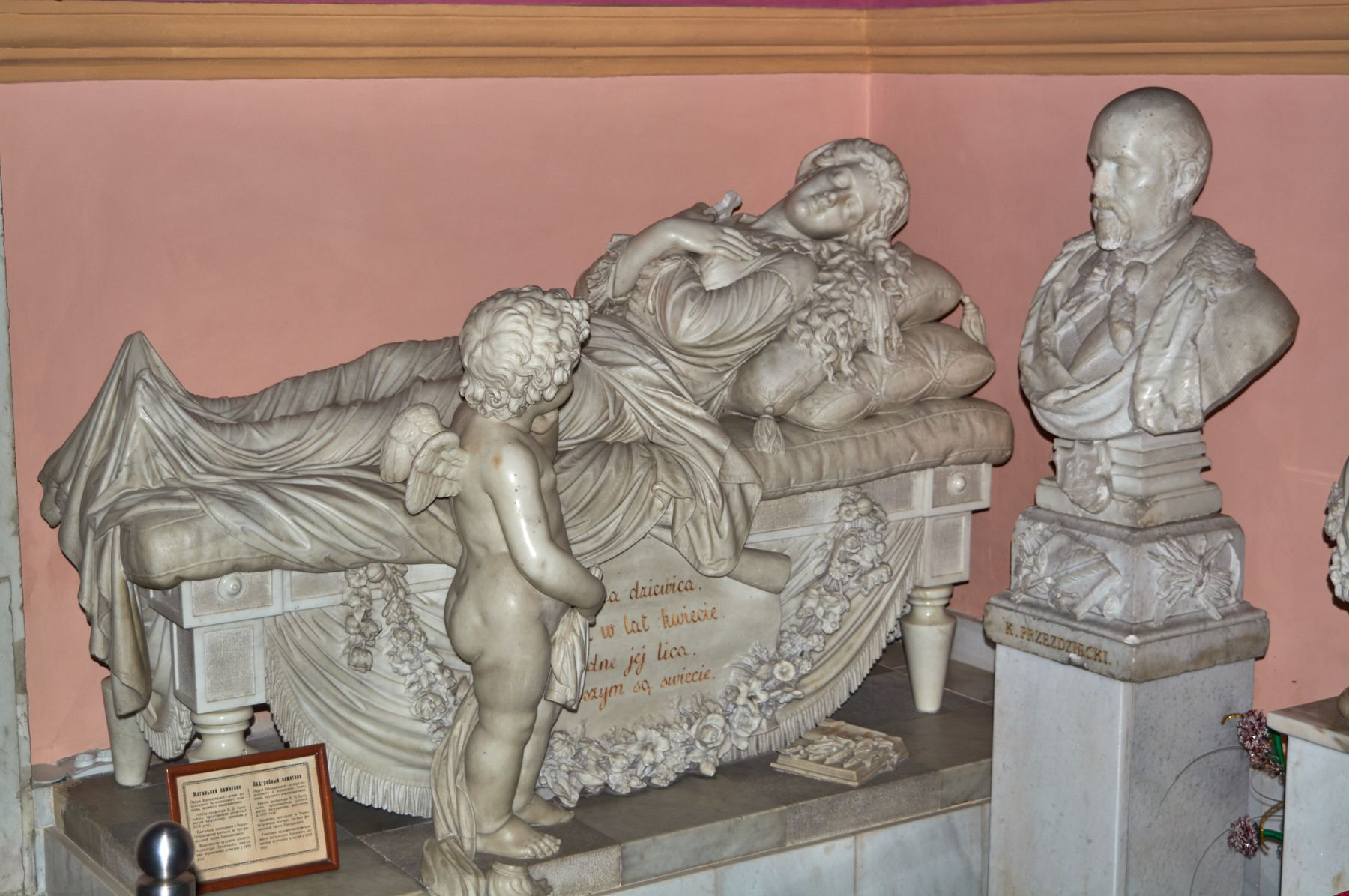
Nagrobek Laury Przeździeckiej